# Ceratagallia clino
Ceratagallia clino är en insektsart som beskrevs av Hamilton 1998. Ceratagallia clino ingår i släktet Ceratagallia och familjen dvärgstritar. Inga underarter finns listade i Catalogue of Life.